# وادي الرمود الأسفل (بني سعد)

تعديل مصدري - تعديل

وادي الرمود الاسفل هي إحدى قرى عزلة بني الشويشى بمديرية بني سعد التابعة لمحافظة المحويت، بلغ تعداد سكانها 160 نسمة حسب تعداد اليمن لعام 2004.